# A3 (папір)

A3 — четвертий за розміром формат серії А, що становить половину площі формату A2

A3 — формат паперу, визначений стандартом ISO 216, серії А. Його розміри — 297×420 мм, що складає площу 0,125 (0,12474) м².

## Загальні відомості
Використовується для креслень, виготовлення поліграфічної продукції, газет, журналів тощо. Розмір цього формату визначений шляхом зменшення вдвічі формату A2 паралельно до його коротшої сторони і складає половину площі формату A2, четверту частину формату A1 та восьму частину формату A0. В свою чергу він містить в собі дві площі формату A4 та чотири — формату A5.

## Використання в Україні

### Газети формату A3
- «Високий замок»
- «Вінниччина»
- «Голос Харькова»
- «Зоря Надгориння»
- «Наша газета»
- «Одеський вісник»
- «Україна молода»

### Конструкторсько-технологічна документація
- креслення
- специфікації
- схеми
- таблиці контролю
- таблиці вимірів